# Dorothy Canfield Fisher
Dorothy Canfield Fisher (Lawrence, 17 de fevereiro de 1879 — Arlington, 9 de novembro de 1958) foi uma reformadora educacional, ativista social e autora americana de best-sellers no início do século XX. Ela apoiou fortemente os direitos das mulheres, igualdade racial e educação ao longo da vida. Eleanor Roosevelt a nomeou uma das dez mulheres mais influentes dos Estados Unidos. Além de trazer o método Montessori de educação infantil para os Estados Unidos, ela presidiu o primeiro programa de educação de adultos do país e moldou o gosto literário servindo como membro do comitê de seleção do Clube do Livro do Mês de 1925 a 1951.

## Ativismo
Canfield Fisher engajou-se no ativismo social em muitos aspectos da educação e da política. Ela administrou o primeiro programa de educação de adultos nos Estados Unidos. Em 1917, trabalhou em ajuda de guerra na França, estabelecendo o Lar para Crianças Bidart para refugiados e organizando um esforço para imprimir livros em Braille para veteranos cegos. Em 1919, ela foi indicada para o Conselho Estadual de Educação de Vermont para ajudar a melhorar a educação pública rural. Ela passou anos promovendo a educação e a reabilitação / reforma nas prisões, especialmente nas prisões femininas.
Depois da guerra, ela foi a chefe do comitê dos Estados Unidos que levou ao perdão de objetores de consciência em 1921 e patrocinou assistência financeira e de emigração para educadores, profissionais e intelectuais judeus.
Depois que seu filho foi morto na Segunda Guerra Mundial, ela conseguiu uma bolsa na Harvard Medical School para os dois cirurgiões filipinos que tentaram salvar sua vida.

## Afiliações
O relacionamento de décadas de Canfield Fisher e Willa Cather girou intensamente em torno de sua escrita. Suas cartas, de 1899 a 1947, revelam uma amizade duradoura e complicada.
Cather escreveu um conto que pode ter satirizado a mãe de Canfield, chamado "Flavia and Her Artists" - desencadeando dez anos de amizade interrompida entre Canfield Fisher e Cather. Outros escritores que se corresponderam com Canfield Fisher incluíram Henry Seidel Canby, Richard Wright, Heywood Broun, Witter Bynner, Isak Dinesen e Robert Frost.
Canfield Fisher trabalhou com as seguintes organizações ao longo de sua vida.
- Associação de Educação de Adultos
- Comissão Americana da Juventude do Conselho Americano de Educação, 1936-1940
- Comitê de Seleção de Clube do Livro do Mês, 1926 a 1951
- Comitê Honorário da Liga Internacional de Mulheres pela Paz e Liberdade, 1935
- The Lighthouse Organization, 1917
- Instituto Nacional de Artes e Letras, 1931
- Vermont Board of Education, 1921

## Trabalhos

### Livros
Canfield Fisher falava cinco línguas fluentemente e, além de escrever romances, contos, memórias e obras educacionais, ela escreveu extensivamente como crítica literária e tradutora. Para fins fiscais, seus romances foram escritos como "Canfield", sua não-ficção como "Fisher".
Seu trabalho mais conhecido hoje é provavelmente Betsy Compreendida, um livro infantil sobre uma menina órfã que é enviada para viver com seus primos em Vermont. Embora o livro possa ser lido puramente por prazer, ele também descreve uma escola que funciona muito no estilo do método Montessori. Outro de seus livros, The Home-maker, foi reimpresso pela Anita Miller Academy Chicago Publishers, chamando-o de "muito à frente de seu tempo". Ao todo, ela escreveu 22 romances e 18 obras de não ficção.

### Romances
- Gunhild (1907) (contrastando os valores noruegueses e americanos)
- The Squirrel-Cage (1912) (o primeiro de seus tratamentos de casamento)
- The Bent Twig (1915)
- The Real Motive (1916).
- Fellow Captains (1916) (com Sarah N. Cleghorn)
- Understood Betsy (1917)
- Home Fires in France (1918)
- The Day of Glory (1919)
- The Brimming Cup (1919)
- Rough-Hewn (1922)
- The Home-Maker (1924) (reimpresso por [Persephone Books em 1999)
- Her Son's Wife (1926)
- The Deepening Stream (1930)
- Bonfire (1933)
- Seasoned Timber (1939)

### Coleções de contos
- Hillsboro People (1915)
- The Real Motive (1916)
- Raw Material (1923)
- Made-to-Order Stories (1925)
- Four Square (1949)
- The Bedquilt and Other Stories (1997)

### Não ficção
- Corneille and Racine in England (1904) (dissertação)
- English Rhetoric and Composition (1906) – com G.R. Carpenter
- What Shall We Do Now? (com outros) (1906)
- A Montessori Mother (1912)
- A Montessori Manual (1913)
- Mothers and Children (1914)
- Self-Reliance 1916
- Life of Christ 1923 (por Giovanni Papini, traduzido livremente do italiano por Dorothy Canfield Fisher)
- Why Stop Learning? (1927)
- Work: What It Has Meant to Men through the Ages (1931) (por Adriano Tilgher, tradução do italiano por Dorothy Canfield Fisher.
- Tourists Accommodated 1932
- Nothing Ever Happens and How It Does 1940. (com Sarah N. Cleghorn)
- Tell Me a Story 1940
- "Hiker's Philosophy" chapter of Footpath in the Wilderness 1941. (com W. Storrs, James P. Taylor, Charles E. Crane, Wallace Cady, George D. Aiken, Herbert Wheaton Congdon, Robert C. Anderson e Richard L. Brown)
- Our Young Folks 1943
- American Portraits 1946
- Paul Revere and the Minute Men 1950
- Our Independence and the Constitution 1950
- A Fair World for All 1952
- Vermont Tradition 1953
- Memories of Arlington, Vermont 1957
- And Long Remember 1959